# Daïra de Hammam Guergour
La daïra de Hammam Guergour est une circonscription administrative algérienne située dans la wilaya de Sétif. Son chef-lieu est situé sur la commune éponyme de Hammam Guergour.
La daïra regroupe les deux communes de Draa Kebila et Hammam Guergour.

## Géographie

### Localisation
| Beni Ourtilane | Maoklane                                   |        |
| Guenzet        | daïra de Hammam Guergour                   | Bougaa |
|                | Bir Kasdali (Wilaya de Bordj Bou Arreridj) |        |